# Balera plagata
Balera plagata är en insektsart som beskrevs av Freytag 1992. Balera plagata ingår i släktet Balera och familjen dvärgstritar. Inga underarter finns listade i Catalogue of Life.